# Kasteel Bernstein (Elzas)
Het Kasteel Bernstein of de Bernstein (Frans: Château du Bernstein) is een kasteel in de Franse gemeente Dambach-la-Ville. Het kasteel is een beschermd historisch monument sinds 1932.